# Cyclosternum schmardae
Cyclosternum schmardae là một loài nhện trong họ Theraphosidae.
Loài này thuộc chi Cyclosternum. Cyclosternum schmardae được miêu tả năm 1871 bởi Ausserer.